# Velleia montana
Velleia montana är en tvåhjärtbladig växtart som beskrevs av Joseph Dalton Hooker. Velleia montana ingår i släktet Velleia och familjen Goodeniaceae. Inga underarter finns listade i Catalogue of Life.